# Citizen (banda)
Citizen es una banda de rock del sudeste de Míchigan y del noroeste de Ohio.

## Historia
La banda se formó en el año 2009, mientras que todavía estaban en la escuela secundaria. Su primer lanzamiento fue un demo de pop punk, después de lo cual la banda modificó su género para adoptar un sonido de rock más indie. A principios de 2012, la banda firmó con Run For Cover Records. La banda lanzó su primer álbum de larga duración en 2013 titulado "Youth". El disco fue grabado en Studio 4 con el productor Will Yip (Title Fight, Circa Survive, Braid). En junio de 2014, la banda anunció que haría una gira de otoño presentando "Youth", a partir de principios de septiembre, en Toronto, Canadá, y terminaría a mediados de octubre en Cleveland, Ohio. La gira fue apoyada por las bandas You Blew It!, Hostage Calm, Praise, y True Love. A finales de julio de 2014, la banda lanzó un sencillo titulado Silo a través de Run for Cover Records. El 26 de abril, Citizen anunció planes para lanzar su segundo álbum de larga duración, "Everybody Is Going to Heaven", el 23 de junio de 2015 a través de Run for Cover. El álbum fue puesto a disposición de streaming a través de Ejecución para la carátula del Bandcamp el 9 de junio de 2015. el álbum llegó al número 2 en la lista Billboard de vinilo.

## Estilo
El biógrafo de AllMusic, Jason Lymangrover, dijo que el sonido de la banda era la fusión de "pop grandilocuente emo, post-hardcore, y grunge, rock independiente grunge. Youth ha sido descrito como emo, rock independiente, pop punk, de post-hardcore, y  punk rock. "Everybody Is Going to Heaven" ha sido descrito como rock alternativo, emo, grunge y shoegaze.

## Discografía

### Álbumes de estudio
- Youth (2013)
- Everybody Is Going to Heaven (2015)
- As You Please (2017)

### EP
- Young States (2011)

### Splits
- The Only Place I Know (split con The Fragile Season) (2011)
- Citizen / Turnover (split con Turnover) (2012)

### Sencillos
- Silo (2014)

### Otros lanzamientos
- Demo (2009)

## Miembros
Miembros actuales
- Mat Kerekes- Voz
- Ryland Oehlers - Guitarra líder
- Nick Hamm - Guitarra líder, Voz
- Eric Hamm - Bajo
- Ben Russin  - Batería

Miembros pasados
- Cray Wilson - Batería
- Mike Armstrong - Batería

- Datos: Q17748058